# 양수겸장
양수겸장(兩手兼將) 또는 더블 체크(double check)는 장기나 체스 따위의 놀이에서 두 개의 장기 기물 혹은 체스 기물이 동시에 체크(장군)하는 것이다. 이 경우 상대의 왕(킹 또는 궁)은 더욱 이동경로가 좁아지게 되어 유리한 상황이 된다. 양수첩장, 양수겹장등으로도 불리나 비표준어이다.